# Rauvanjärvi (sjö i Nyslott, Södra Savolax)
Rauvanjärvi är en sjö i kommunen Nyslott i landskapet Södra Savolax i Finland. Arean är 38 hektar och strandlinjen är 3,2 kilometer lång. Sjön  ingår i Vuoksens huvudavrinningsområde.   Den ligger omkring 110 kilometer öster om S:t Michel och omkring 310 kilometer nordöst om Helsingfors. 